# Laurent Bihl
Laurent Bihl, né à Paris 16e le 9 octobre 1968, est un enseignant et historien français. Maître de conférences en histoire contemporaine à l’université Paris 1 Panthéon-Sorbonne
, il est historien des médias et de la caricature,,,.

## Biographie
Laurent Bihl est le fils de l’avocat Luc Bihl et d’Anne Meunier. Il est le petit-fils de l'artiste peintre Anne Willette et l'arrière-petit-fils du peintre Adolphe Willette. Après plusieurs années passées comme aide-bouquiniste sur les quais de la Seine et comme veilleur de nuit à Montmartre pour financer ses études, une maîtrise à Paris IV sur le dessinateur satirique Adolphe Willette, il obtient l'agrégation d'histoire en 1996. Au cours de la décennie, il collabore à Radio Zinzine, la radio de la communauté libertaire autogérée Longo Maï, et se voit confier la conduite d’une émission bimensuelle réalisée en partenariat avec La Quinzaine littéraire de Maurice Nadeau.
En 1997, il devient professeur au lycée Paul-Éluard de Saint-Denis où il enseigne l’histoire-géographie pendant vingt ans. Simultanément, il suit les séminaires d'Antoine Prost, Alain Corbin, Myriam Tsikounas et Christophe Charle. Sous la direction de ce dernier, il poursuit une thèse de doctorat en histoire qu'il soutient en 2010 à Paris 1. En 2008, il participe à la fondation de l'université populaire de Saint-Denis La Dionyversité et anime une séance mensuelle au Musée d'Art et d'Histoire Paul-Éluard jusqu’en 2016,.
Entre 2016 et 2017, il enseigne au lycée Pothier d'Orléans, en classes préparatoires à l’école normale supérieure. En 2018, il intègre les rangs de l’université Paris 1 Panthéon-Sorbonne comme maître de conférences. Chercheur au Centre d'histoire du XIXe siècle, ses travaux portent sur le caractère intermédial des images depuis deux siècles, sur l’histoire et la sédimentation des imaginaires à travers les représentations, de la presse illustrée à la télévision en passant par le cinéma,. Plus récemment, il y associe une approche historico-culturelle des cafés, cabarets et bistrots,, s’inscrivant ainsi dans les brisées de son père, ancien avocat des débits de boissons.

## Publications

### Ouvrages
- De cape noire en épée rouge : Michel Zévaco, Éditions Ressouvenances, 2011[14]
- La guerre au petit écran : les imaginaires télévisuels de la Première Guerre mondiale, En collaboration avec Ariane Beauvillard, Éditions Le Bord de l’Eau, 2014[15]
- Une histoire populaire des bistrots, Préface de Pascal Ory, Nouveau Monde Éditions, 2023[16],[17],[18]

### Ouvrages collectifs
- Adolphe Willette "J’étais plus heureux quand j’étais malheureux", Catalogue d’exposition avec Anne-Laure Sol, Nicholas-Henri Zmelty et Véronique Carpiaux, Éditions Lienart, juin 2014[19]
- La caricature… et si c’était sérieux ? Décryptage de la violence satirique, avec Pascal Ory, Christian Delporte, Bertrand Tillier et al., Nouveau Monde Éditions, 2015 (2e édition en 2020)[20]
- De la pleureuse à la veuve joyeuse, Codirection avec Frédéric Chauveau de la revue Sociétés & Représentations numéro 46, Publications de la Sorbonne, 4e trimestre 2018[21]
- Une image ne sert-elle qu’à illustrer ?, Codirection avec Bertrand Tillier de la revue Sociétés & Représentations numéro 50, Publications de la Sorbonne, 3e trimestre 2020[22]
- Caricature et identités locales, Codirection avec Yann Sambuis de la revue Ridiculosa numéro 31, EIRIS-UBO, 4e trimestre 2024[23]